# Disco Polo Music
Disco Polo Music ist ein polnischer Musiksender mit Sitz in Warschau. Der Eigentümer ist Telewizja Polsat.

## Geschichte
Am 1. Mai 2014 war Sendestart von Disco Polo Music als frei empfangbarer Fernsehsender. Die Ausstrahlung erfolgte zunächst ausschließlich über Satellit.